# 陰唇癒合
陰唇癒合（いんしんゆごう）は、女性の生殖器系の疾患であり、 陰唇の癒合を主な症状とする。

## 概要
陰唇癒合は後天性の疾患であり、先天的には出生時に女児の陰唇は癒着していないものの、その後のエストロゲンの不足や環境により、陰唇の癒着を生ずる。

## 治療
癒着部位に局所エストロゲンのクリーム薬剤を陰唇に塗布することで多くの場合は治癒可能であるが、陰唇が完全に癒合して尿閉や膣閉鎖を起こしている場合は、綿棒で癒着した陰唇を強制的に引き剥がす処置がとられる。治療後の再発が一多く見られるため経過観察や外陰部を衛生的に保つ事も重要である。